# Oreorchis oligantha
Oreorchis oligantha är en orkidéart som beskrevs av Rudolf Schlechter. Oreorchis oligantha ingår i släktet Oreorchis och familjen orkidéer. Inga underarter finns listade i Catalogue of Life.